# Huf Haus

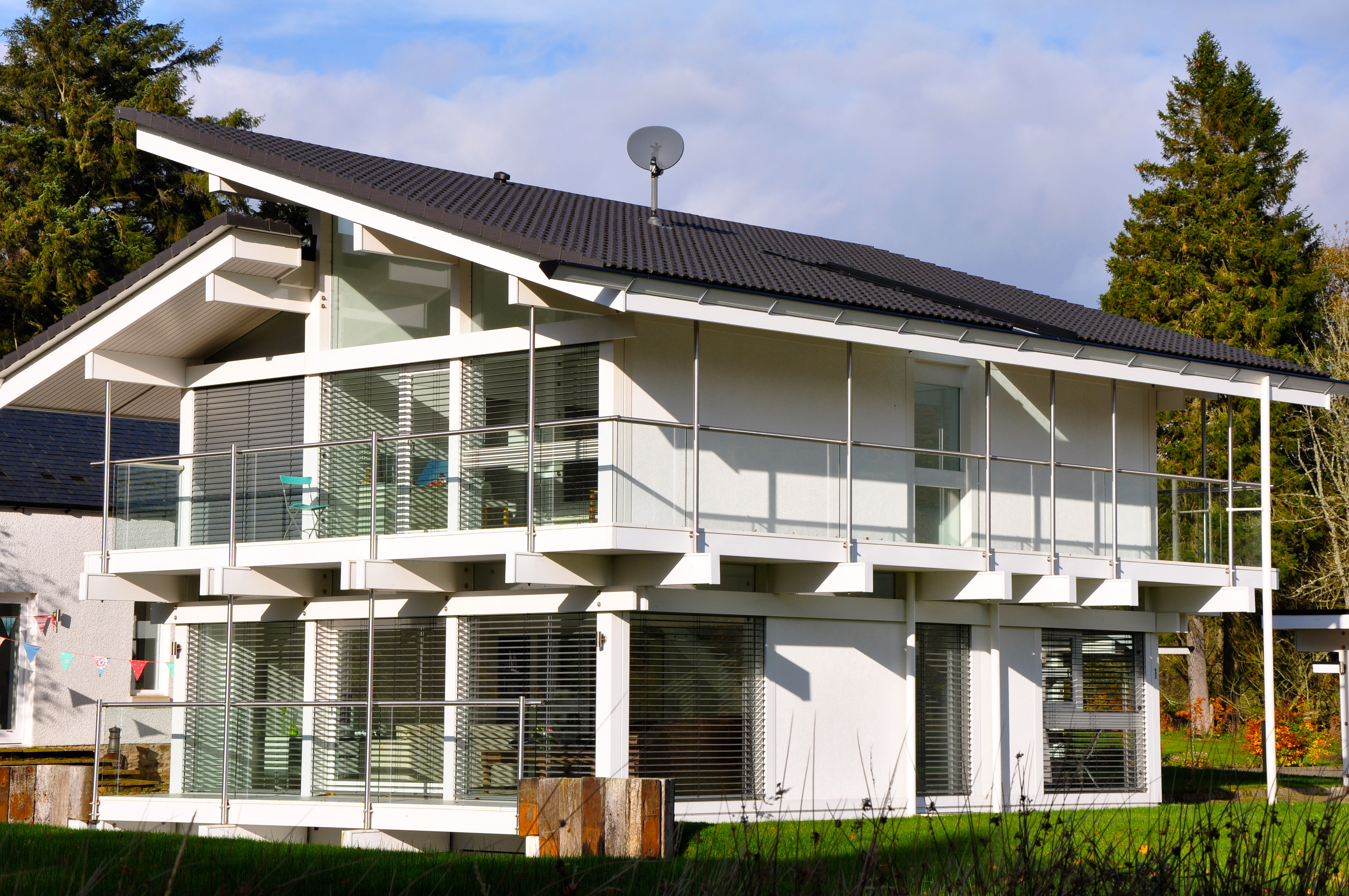
O Huf Haus aproape de West Linton în Scoția

Huf Haus este o companie germană cu sediul în Hartenfels, în regiunea Westerwald, care produce case prefabricate. Huf Haus este o companie lider mondial în vanzarea de case, în tradiția germană Bauhaus, pe baza Fachwerk (casă germană cu schelet). Construcția permite planuri individuale pentru fiecare etaj, inclusiv pentru clădiri de birouri. Huf Haus face și clădiri ecologice.